# Ted Manakas
Theodore "Ted" Manakas (nacido el 22 de febrero de 1951 en Fort Lee, Nueva Jersey) es un exjugador de baloncesto estadounidense que disputó una temporada en la NBA y otra más en la liga francesa. Con 1,88 metros de estatura, jugaba en la posición de base.

## Trayectoria deportiva

### Universidad
Jugó tres temporadas con los Tigers de la Universidad de Princeton, en las que promedió 14,8 puntos y 3,2 rebotes por partido. En su última temporada fue incluido en el mejor quinteto de la Ivy League.

### Profesional
Fue elegido en la trigésimo sexta posición del Draft de la NBA de 1973 por Atlanta Hawks, y también por Utah Stars en el draft de la ABA, pero tras ser despedido por los Hawks sin comenzar la temporada, fichó como agente libre en noviembre por los Kansas City-Omaha Kings. Allí jugó únicamente cinco partidos en toda la temporada, promediando 2,4 puntos.
Al año siguiente fichó por el Olympique d'Antibes de la liga francesa, pero fue cortado en el mes de enero.

## Estadísticas de su carrera en la NBA

### Temporada regular
| Temporada | Edad | Equipo                  | Liga | P | TIT | MIN | TC  | TCA | %TC  | 3P | 3PA | %3P | TL  | TLA | %TL   | R.OF. | R.DEF. | REB | ASIS | ROB | TAP | PER | FP  | PTS |
| 1973-74   | 22   | Kansas City-Omaha Kings | NBA  | 5 |     | 9.0 | 0.8 | 2.0 | .400 |    |     |     | 0.8 | 0.8 | 1.000 | 0.0   | 0.6    | 0.6 | 0.4  | 0.2 | 0.0 |     | 0.8 | 2.4 |
| Total     |      |                         | NBA  | 5 |     | 9.0 | 0.8 | 2.0 | .400 |    |     |     | 0.8 | 0.8 | 1.000 | 0.0   | 0.6    | 0.6 | 0.4  | 0.2 | 0.0 |     | 0.8 | 2.4 |